# کشتی مین‌روب کلاس ام (آلمانی)
ماین‌سوییپر کلاس ام (آلمانی) (به انگلیسی: M-class minesweeper (Germany)) یک کلاس از کشتی است که طول آن ۶۸٫۴ متر (۲۲۴ فوت ۵ اینچ) می‌باشد.